# Балон с горещ въздух
Балонът с горещ въздух е въздухоплавателно средство, по-леко от въздуха, което се състои от кош, към който е прикрепен плик или торба, която съдържа нагрят въздух. Кошът е окачен отдолу и обикновено носи пътници, както и източник на топлина, в повечето случаи – действащ с открит пламък. Затопленият въздух в плика го прави плаваем, тъй като има по-ниска плътност от по-студения въздух извън плика. Както при всички въздушни летателни средства, балонът с горещ въздух не може да лети извън атмосферата. За разлика от газовите балони, пликът не е задължително да е запечатан на дъното, тъй като въздухът близо до долната част на плика има същото налягане като околния въздух. Важен елемент служещ за регулирането на движението на балона (което зависи и от ветровете) е неговият баласт - допълнителни тежести, които могат или трябва да се премахнат при определени условия.

## История
Балонът с горещ въздух е най-старата форма на летяща технология, която успешно може да пренася хора. Най-ранната употреба на горещ въздух с цел издигане на предмети е направена в Древен Китай. Фенери от хартия се пускат към небето като сигнали.
Първият балон с горещ въздух, който носи човек, е направен от братята Монголфие. На 19 септември 1783 г. те демонстрират своето изобретение пред крал Луи XVI и кралица Мария-Антоанета във френския съд в Париж. Пътниците са овца, патица и петел. Те се издигат на 480 метра. Същата година – на 15 октомври – е и първият полет с човек, който е Жак-Етиен Монтголифие, но тогава балонът е прикрепен към земята с въже. Първият свободен полет, т.е. без да бъде прикрепен към земята, е няколко седмици по-късно, на 21 ноември 1783 г. Той носи маркиз Франсоа Лорент д'Арланд и Жан-Франсоа Пилатр дьо Розие. Материалите, които се използват за построяване на монтголифиер, са хартия, платно или коприна. За нагряване на въздуха в монтголифиера се използват пламъците на огън, които водят до малкия ѝ капацитет и неголемия обхват. 
Впоследствие е имало идеи и планове за широко приложение на балоните – най-вече в транспорта и военното дело – но са изоставени във връзка с някои тежки катастрофи, както и с изобретяването и въвеждането на автомобилите и самолетите. Възраждането на балоните с горещ въздух настъпва през 60-те години на XX век, когато за нагряването на въздуха започват да се използват горелки, подсилени с пропан.

## Физичен принцип на действие
Съгласно закона на Архимед, подемната сила на балона е равна на:
{\displaystyle F=gV\left(\rho _{1}-\rho _{2}\right)}
където:
- V – обем на балони (може да бъде по-малък, когато балонът не е напълно пълен)
- ρ – плътност на газа (например въздух), където ρ1 е плътността на външния, а ρ2 – на вътрешния газ
- g – земно ускорение

Тази сила е балансирана от теглото на самия балон и неговия заряд. Трябва да се отбележи, че подемната силна на балона се мени с височината. Ако вземем предвид температурата T извън и вътре в балона, тогава според уравнението на Клапейрон за същото налягане (за отворения балон – същия този газ отвън и отвътре):
{\displaystyle \rho _{1}T_{1}=\rho _{2}T_{2}}
откъдето:
{\displaystyle F=gV\rho _{1}\left(1-{\frac {T_{1}}{T_{2}}}\right)}
Вижда се, че дори при много силно нагряване във вътрешността на балона (ограничението е силата на покритието – тя трябва да бъде тънка и лека, за да се ограничи масата на балона), ограничаването ще бъде плътността на въздуха силно намалява с нарастващата височина. Преодоляването на големи височини изисква използването на балон с много голям обем, както и газове, различни от въздух – с оглед на безопасност, вместо най-лекия газ, тоест водород, се използва хелий.